# Surju (plaats)
Surju (Duits: Surry) is een plaats in de Estlandse gemeente Saarde, provincie Pärnumaa. De plaats heeft de status van dorp (Estisch: küla).
Tot in oktober 2017 was Surju de hoofdplaats van de gelijknamige gemeente. In die maand werd Surju bij de gemeente Saarde gevoegd.
Surju ligt aan de rivier Reiu.

## Bevolking
Het dorp had 271 inwoners op 31 december 2011 en 286 inwoners op 31 december 2021.

## Geschiedenis
Surju werd voor het eerst genoemd in 1544 onder de naam Sorge. In 1601 was er sprake van een landgoed Surju. In 1819 ging het landgoed van Surju samen met dat in Uulu. In 1977 kreeg Surju de status van dorp en werden stukken van de inmiddels verdwenen dorpen Matsita en Peedu bij Surju gevoegd.
Surju had een station aan de spoorlijn van Pärnu naar Mõisaküla. Het station sloot in 1996.